# دولنی لومنا
دولنی لومنا (به چکی: Dolní Lomná) یک منطقهٔ مسکونی در جمهوری چک است که در ناحیه فریدک-میستک واقع شده‌است. دولنی لومنا ۲۷٫۰۳ کیلومتر مربع مساحت و ۸۷۱ نفر جمعیت دارد و ۴۶۰ متر بالاتر از سطح دریا واقع شده‌است.